# Masakazu Washida
Masakazu Washida (鷲田 雅一 Washida Masakazu?, nacido el 15 de noviembre de 1978 en Fukui) es un exfutbolista japonés. Jugaba de defensa y su último club fue el SC Sagamihara de Japón.

## Trayectoria

### Clubes
| Club                | País  | Año         |
| ------------------- | ----- | ----------- |
| JEF United Ichihara | Japón | 1997 - 1998 |
| Montedio Yamagata   | Japón | 1999 - 2003 |
| JEF United Ichihara | Japón | 2004        |
| Kyoto Purple Sanga  | Japón | 2005 - 2006 |
| Montedio Yamagata   | Japón | 2007        |
| Tochigi SC          | Japón | 2008        |
| FC Ryukyu           | Japón | 2009 - 2010 |
| SC Sagamihara       | Japón | 2010        |